# Burg Rosenthal (Peine)
Die Burg Rosenthal ist eine hochmittelalterliche Burg des Bistums Hildesheim und spätere Gutsanlage im Ortsteil Rosenthal der Stadt Peine in Niedersachsen.

## Geschichte
Indirekt wird eine Burg Rosenthal erstmals 1205 bezeugt, als das gleichnamige Ministerialengeschlecht in einer Urkunde erwähnt wird. Die Burg wird ausdrücklich 1223 zum ersten Mal erwähnt, als Wilhelm von Rosenthal sie von der Gräfin Kunigunde von Wölpe zu Lehen hatte. Sie verkaufte die Burg für 50 Mark an Bischof Konrad II. von Hildesheim, der sie danach als Gegenburg zur Burg Peine ausbauen ließ. Westlich der Befestigung legte er die Gründungsstadt Rosenthal an. Es folgte eine kurze Blütezeit als bischöfliche Burg und Nebenresidenz zwischen 1230 und 1245. Nach Einnahme und Zerstörung während einer Fehde wurde die Burg im Jahre 1255 durch Herzog Albrecht I. von Braunschweig erobert und zerstört. Danach wurde die Burg offenbar nicht wieder aufgebaut, zumal Peine 1260 in den Besitz des Bistums Hildesheim kam und Rosenthal somit ihren Zweck als Gegenburg verlor.
In der Folge entstand an der Stelle der Burg ein Rittergut, das zwischen 1449 und 1696 im Besitz der Herren von Veltheim war. Die folgenden Besitzer waren die Freiherren von Wolff-Metternich, das Kloster St. Michael in Hildesheim und die Familie von Doetinchem de Rande. 1854 erwarben der hannoversche Hofbuchhändler und Verleger Heinrich Wilhelm Hahn der Jüngere und sein Schwiegersohn Carl von Thielen das Gut. Dessen Tochter Carla von Thielen heiratete den Freiherrn Hugo von Schütz zu Holzhausen. Ihre Nachfahren besitzen das Gut bis heute. Die damalige Bebauung wurde wegen Baufälligkeit abgerissen und durch das bestehende historistische Herrenhaus ersetzt, das nach Plänen von Christian Heinrich Tramm errichtet wurde.

## Beschreibung
Die Burg liegt am nordöstlichen Ortsrand von Rosenthal an einem Bachlauf. Von der mittelalterlichen Hauptburg ist noch der ovale, vom Bach gespeiste Ringgraben von 160 × 140 m Außendurchmesser mit hohem Außen- und Innenwall erhalten. Die Grabenbreite erhöht sich von Süden nach Norden von ca. 7 m auf maximal 23 m. Die Wälle sind jedoch nur noch an der Süd- und Ostseite vorhanden, im Norden und nach Westen fehlen sie aus unbekanntem Grund.  Der Innenwall ist von der Innenfläche gemessen über 3 m hoch und ca. 30 m breit, der Außenwall nur ungefähr halb so breit. Im Westen ist noch der Ansatz des Grabens um die ehemalige Vorburg erkennbar, die ansonsten ganz durch den Gutshof überformt ist. Im Innern des Wassergrabens steht etwas nach Norden versetzt das heutige Gutshaus aus der Mitte des 19. Jahrhunderts.